# Медаль «Міхай Емінеску»
Медаль «Михай Емінеску» — державна медаль Республіки Молдова. В ієрархії пріоритетності медалей вона посідає четверте місце, відразу після медалі «Громадянські заслуги» і перед медаллю «Ніколае Тестеміцану».
Медаль «Міхай Емінеску» вручається за особливі заслуги у творчій діяльності.

## Опис
Медаль «Михай Емінеску» виготовлена з томпаку у формі кола діаметром 30 мм, на якому зображено рельєфне зображення поета Міхая Емінеску. На лівій стороні медалі рельєфно надруковано напис «Mihai Eminescu».
Медаль кріпиться до заколки шириною 25 мм, обтягнутої мозаїчною стрічкою, яка має симетричні смуги синього, білого, зеленого кольору та жовту смугу посередині.